# Episodi di Matrimoni e altre follie
La prima stagione della serie televisiva italiana Matrimoni e altre follie è andata in onda in prima visione TV in prima serata su Canale 5, a partire dal 1º giugno 2016 fino al 31 luglio 2016.
| nº | Titolo                         | Prima TV Italia |
| -- | ------------------------------ | --------------- |
| 1  | Parco Paradiso                 | 1º giugno 2016  |
| 2  | Missione Tato                  | 1º giugno 2016  |
| 3  | A 10 minuti da dove?           | 8 giugno 2016   |
| 4  | Come liberarsi degli ex        | 8 giugno 2016   |
| 5  | Una tata per Lele              | 10 giugno 2016  |
| 6  | Viva la mamma                  | 10 giugno 2016  |
| 7  | Epidemia                       | 15 giugno 2016  |
| 8  | L'importante è partecipare     | 15 giugno 2016  |
| 9  | Attenti al ladro               | 17 giugno 2016  |
| 10 | Istruzioni per l'uso           | 17 giugno 2016  |
| 11 | Mariti                         | 20 giugno 2016  |
| 12 | Troppi papà                    | 20 giugno 2016  |
| 13 | Amanti per caso                | 27 giugno 2016  |
| 14 | Un bel gioco dura poco         | 27 giugno 2016  |
| 15 | Via da casa                    | 6 luglio 2016   |
| 16 | Le migliori intenzioni         | 6 luglio 2016   |
| 17 | Compagne di scuola             | 13 luglio 2016  |
| 18 | Tutti dicono...ti amo          | 13 luglio 2016  |
| 19 | Confessione                    | 17 luglio 2016  |
| 20 | Colpo di fulmine               | 17 luglio 2016  |
| 21 | Chi la fa l'aspetti            | 24 luglio 2016  |
| 22 | Nuotare a cagnolino            | 24 luglio 2016  |
| 23 | Addio a Parco Paradiso         | 31 luglio 2016  |
| 24 | Questo matrimonio s'ha da fare | 31 luglio 2016  |